# Vaccí antigripal
La vacuna antigripal o vacuna contra la grip és una vacuna que s'administra anualment i que sol variar any rere any per tal de protegir contra el virus de la grip. Cada vacuna conté tres virus de la grip: un tipus A i subtipus H3N2, un tipus A i subtipus H1N1, i un tipus B.

## Indicacions
Estaria indicada a:
- Els qui tinguin un alt risc de complicacions si pateixen la grip, com ara:
  - Majors de 60 anys o més.
  - Internats en institucions tancades: residències geriàtriques, centres de malalties cròniques i malalties mentals, etc.
  - Amb malalties cròniques pulmonars o cardiovasculars.
  - Els qui han requerit atenció sanitària durant l'any anterior a causa de malalties cròniques endocrinometabòliques (diabetis mellitus), renals o hepàtiques; hemoglobinopaties i anèmies, asplènia, immunosupressió/immunodeficiència, i malalties neuromusculars greus.
  - Amb obesitat mòrbida;
  - Infants i adolescents (dels 6 mesos als 18 anys) tractats durant un llarg temps amb àcid acetilsalicílic i que, per tant, poden desenvolupar la síndrome de Reye després de la grip.
  - Dones embarassades.
- Els qui puguin transmetre la grip a les persones de risc, especialment els treballadors sanitaris i els d'institucions amb persones d'alt risc, com residències geriàtriques o centres de malalts crònics.
- Membres dels serveis públics essencials per a la comunitat: policies, bombers, personal de protecció civil, personal que treballa en emergències sanitàries, personal d'institucions penitenciàries i d'altres centres d'internament per resolució judicial, etc.